# SCOP (base de données)

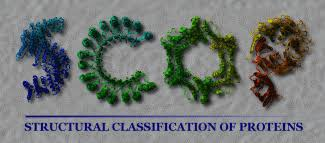
Initiale du SCOP, Structural Classification of Proteins.

SCOP, de l'anglais Structural Classification of Proteins, est une base de données bio-informatique de classification structurelle des domaines protéiques à partir de similitudes entre leur séquence en acides aminés et leur structure tridimensionnelle. Elle a été créée en 1994 au Centre d'ingénierie des protéines (en) (CPE) puis a été maintenue à partir de 2010 par le Laboratoire de biologie moléculaire,, (LMB), tous deux situés à Cambridge, au Royaume-Uni. Le travail sur SCOP, essentiellement manuel, a été interrompu fin 2013 devant l'accélération exponentielle des publications de nouvelles structures protéiques, et la dernière version disponible est la 1.75, publiée en juin 2009, qui organisait quelque 38 000 entrées PDB de manière strictement hiérarchique.
En 2012 était mise en ligne la version étendue SCOPe, développée à l'université de Californie à Berkeley, en Californie, qui prolonge SCOP avec un traitement des données automatisé permettant de faire face à l'explosion du volume des données à classer. Entièrement compatible avec SCOP, elle a évolué en 2014 avec la réintroduction de traitements manuels afin de garantir l'exactitude de l'allocation des structures identifiées, et la version SCOPe 2.06 classait 77 439 entrées PDB parmi près 120 000 entrées PDB disponibles en 2016.
Le prototype d'une nouvelle classification structurelle des protéines, appelée SCOP2, a été mise en ligne, avec une approche différente, non hiérarchique, reposant au contraire sur un réseau reliant les superfamilles de protéines présentant des parentés structurelles et évolutives telles que des permutations circulaires (en) ou des fusions de domaines (en). Dans ce modèle, les domaines ne sont pas définis par des frontières précises et fixes, mais plutôt par les relations existantes avec d'autres motifs semblables. En février 2015, le prototype SCOP2 classait 995 entrées PDB.
La classification de SCOP dépend davantage de décisions humaines que la classification semi-automatique de CATH (en), sa principale concurrente. L'expertise humaine intervient pour évaluer dans quelle mesure certaines protéines présentent une relation évolutive et doivent par conséquent être rangées dans la même superfamille, et dans quelle mesure leur similitude résulte de contraintes structurelles, ce qui les fait alors ranger dans la même classe de repliement.